# Niala (Sudão)

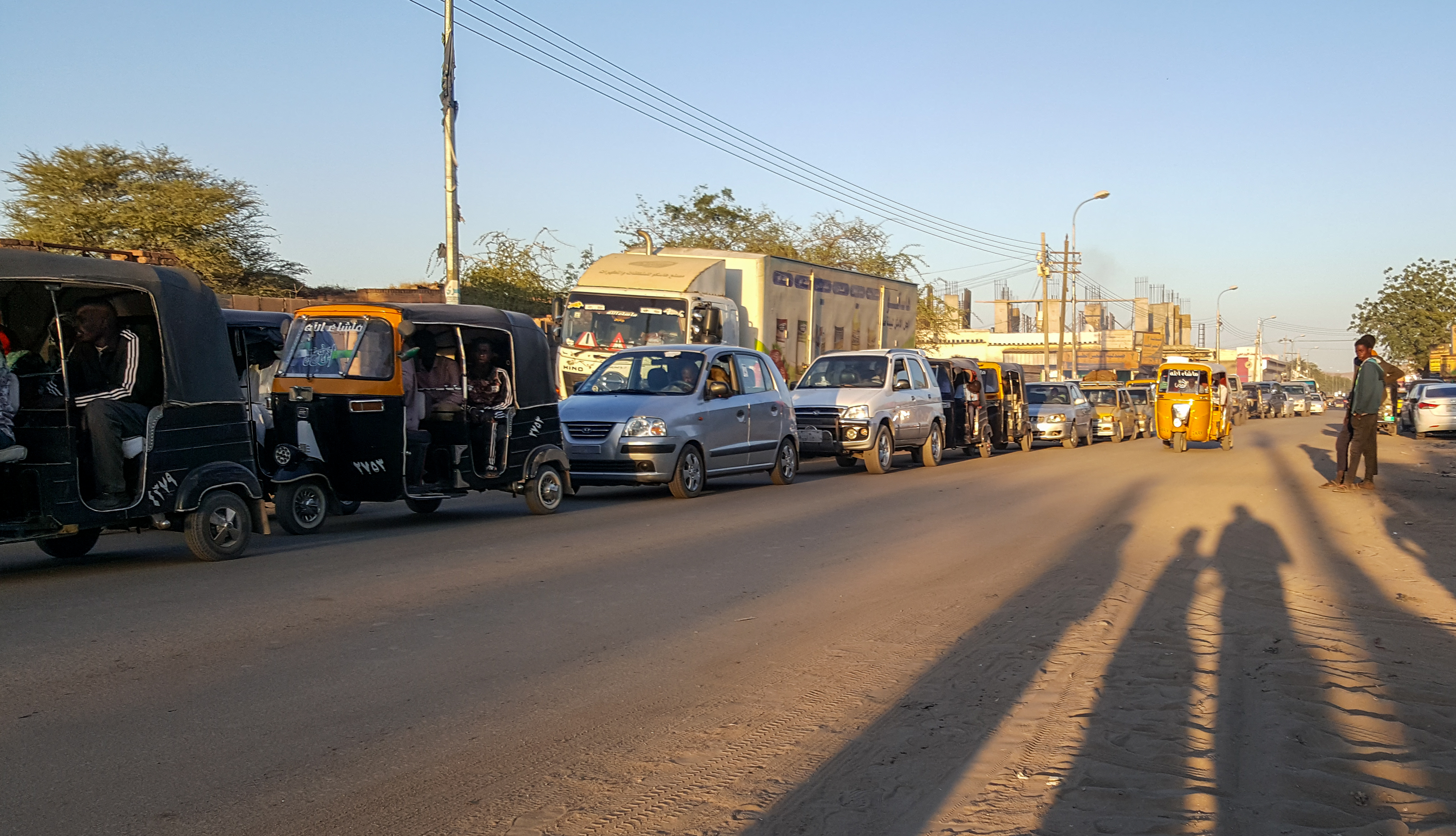
Nyala

Niala ou Nyala (na língua daju "lugar de conversação ou teatro") é a capital do estado de Darfur do Sul, na parte oeste do Sudão.